# Wolfgang Kühne (1905)
Wolfgang Kühne (30 de enero de 1905 - 17 de marzo de 1969) fue un actor de nacionalidad alemana.

## Biografía
Nacido en Berlín, Alemania, sus padres eran los actores Emil Kühne y Elsa Kardaetz. Estudió entre 1924 y 1926 en la Universidad de Berlín, y tuvo su debut en el Volksbühne de Berlín. A partir de 1927 Wolfgang Kühne también trabajó en teatros de menor entidad como director y dramaturgo. Gustaf Gründgens lo llevó en 1939 al Preußisches Staatstheater Berlin, actual Konzerthaus Berlin.
Cuando su amigo Lothar Erdmann falleció el 19 de septiembre de 1939 en el Campo de concentración de Sachsenhausen, Wolfgang Kühne dio un discurso fúnebre en presencia de espías Nazis. Entre enero y abril de 1940 fue encarcelado en Berlín-Moabit por poseer un folleto político ilegal.
Tras la interrupción de su carrera de actor a causa de la Segunda Guerra Mundial, Kühne fue uno de los pioneros en la restauración del Deutsches Theater de Berlín, en el cual trabajó hasta el año 1951. Después pasó al Teatro Schiller en la parte occidental de Berlín, haciendo también varias actuaciones para la Deutsche Film AG.
Wolfgang Kühne participó en numerosas veladas literarias y tuvo programas radiofónicos propios. Mantuvo amistad con el teólogo Johannes Pinsk, que lo aceptó en la Iglesia católica, siendo a menudo invitado a lecturas en su parroquia de la Iglesia Mater Dolorosa en Berlín-Lankwitz.
Wolfgang Kühne falleció en el año 1969 en Berlín. Fue enterrado en el Cementerio de St.-Matthias, en Berlín-Tempelhof. Había estado casado con la pianista Henriette Braun. Tras su muerte, en 1971 la editorial Voggenreiter publicó el libro Unverlorene Zeit - Briefe in der Haft, con cartas que había enviado a su esposa durante la Segunda Guerra Mundial.

## Filmografía (selección)
- 1944 : Der Mann, dem man den Namen stahl
- 1947 : Wozzeck
- 1948 : Die seltsamen Abenteuer des Herrn Fridolin B.
- 1949 : Das Mädchen Christine
- 1949 : Rotation
- 1949 : Die blauen Schwerter
- 1949 : Mädchen hinter Gittern
- 1950 : Semmelweis – Retter der Mütter
- 1950 : Die Treppe
- 1951 : El súbdito
- 1952 : Karriere in Paris
- 1956 : Stresemann
- 1957 : Manuela
- 1958 : Mylord weiß sich zu helfen (telefilm)
- 1958 : Stefanie
- 1959/1960 : Herrin der Welt (parte I y parte II)
- 1963 : Die Unzufriedenen (corto TV)

## Teatro

### Director
- 1949 : Lion Feuchtwanger: Wahn in Boston (Deutsches Theater de Berlín)

### Actor
- 1948 : Slatan Dudow: Der Feigling, dirección de Ernst Legal (Deutsches Theater de Berlín – Kammerspiele)
- 1948 : William Shakespeare: Medida por medida, dirección de Wolfgang Langhoff (Deutsches Theater de Berlín – Kammerspiele)
- 1949 : Bertolt Brecht: Madre Coraje y sus hijos, dirección de Erich Engel (Berliner Ensemble en el Deutsches Theater de Berlín)
- 1950 : Carl Sternheim: 1913, dirección de Günther Haenel (Deutsches Theater de Berlín - Kammerspiele)
- 1951 : William Shakespeare: Noche de reyes, dirección de Wolfgang Heinz (Deutsches Theater de Berlín – Kammerspiele)

## Radio
- 1948 : Hermann Turowski: Singe, Säge, singe, dirección de Hanns Farenburg (Berliner Rundfunk)